# Carl Julius Bernhard Börner
Carl Julius Bernhard Börner, född 28 maj 1880 i Bremen, Tyskland, död 14 juni 1953 i Naumburg an der Saale, var en tysk entomolog, botaniker och oenolog.
Auktorsnamnet Börner kan användas för Carl Julius Bernhard Börner i samband med ett vetenskapligt namn inom botaniken; se Wikipediaartiklar som länkar till auktorsnamnet.